# Santanderella amadorinconiana
Santanderella amadorinconiana es una especie de orquídea epífita de la familia Orchidaceae

## Hábitat
Esta especie se ha visto en Floridablanca, Santander, a la altura de 1.800 m s. n. m. sobre los árboles de níspero en lugares despejados. Esta especie es próxima a los géneros Notylia y Macroclinium.

## Descripción
Plantas epífitas, cespitosas, con seudobulbos oblongo-ovoides, surcados, de 1,0 mm x 3,5 mm, con una vaina basal a cada lado, unifoliados, hoja estrecha ligeramente falcada, conduplicada, carnosa, el corte transversal en forma de V abierta, de 55 mm x 5 mm. Inflorescencia en racimo péndulo, plurifloro, con 1 2 flores. Flores poco abiertas, de color crema verdoso, con manchitas lineares de color morado a lo largo de la vena central de los sépalos laterales, en la base de los pétalos y en el labelo. Sépalo dorsal oblongo-elíptico con ápice subagudo, cóncavo, en el tercio basal más profundamente cóncavo, de 9 mm x 2 mm, sépalos laterales libres desde la base, ligeramente falcados, oblongoelípticos, agudos, de 9 mm x 2 mm. Pétalos estrechamente elípticos, agudos, ligeramente falcados, de 8 mm x 0,7 mm. Labelo estrecho, en la parte basal con lóbulos cortos redondeados, luego estrechado hacia el centro y la mitad apical más anchamente elíptica con ápice agudo, de 8 mm de largo x 2 mm de anchura máxima. Columna corta, la base terete, ensanchada apicalmente formando dos aletas obtusas, que se unen ventralmente en un ángulo agudo, antera relativamente grande, en la parte externa diminutamente papilosa, clinandrio con borde resaltado, de la cavidad se proyecta el rostelo grueso y carnoso, prolongado frontalmente en un ápice agudo, polinios dos, alargados, laminares, acanalados, amarillos, adheridos a un estípite ensanchado triangularmente en el ápice, luego estrecho, de 4 mm de largo, con viscidio redondeado, de color anaranjado. Columna ventralmente marcada por las aletas que se cierran en ángulo agudo, debajo del rostelo se observa el estigma como fisura muy estrecha, longitudinal. Cápsulas subglobosas, de ca. 10 mm de largo, con cuello apical relativamente largo.

## Etimología
género: hace referencia al lugar en donde se colectaron las primeras plantas. Santander, Colombia
epíteto: hace referencia a los dos colectores de la especie, Jonathan Amado y Orlando Rincón, de Bucaramanga (Santander, Colombia).